# Иве Јеролимов
Иве Јеролимов (Преко, 30. март 1958) бивши је југословенски и хрватски фудбалер, репрезентативац Југославије.

## Каријера
Фудбалску каријеру је започео у млађим категоријама НК Нехај из Сења. Потпуно се фудбалски афирмисао у Ријеци за коју је наступао од 1978. до 1982. На 106 првенствених мечева је постигао 7 голова. Био је члан тима који је освојио два трофеја са Ријеком — Куп маршала Тита (1978, 1979). На врхунцу каријере, као репрезентативац, прелази у сплитски Хајдук (1982-1987). Одиграо је 69 првенствених утакмица и постигао 12 голова. Учествовао у освајању два Купа маршала Тита (1984, 1987). Каријеру је завршио у белгијском Серкл Брижу 1989. године.
За репрезентацију Југославије наступио је на шест утакмица и био у саставу на Светском првенству 1982. у Шпанији. Дебитовао је 27. септембра 1980. у Љубљани против Данске (2:1), а опростио се од националног тима 17. новембра 1982. у Софији против Бугарске (1:0).

## Успеси
Ријека
- Куп Југославије: 1979.

Хајдук Сплит
- Куп Југославије: 1984, 1987.